# Политическое устройство Республики Корея
Политическое устройство Республики Корея представляет собой президентскую представительную республику с многопартийной системой, где президент является главой государства. В роли законодательной власти выступает Национальное собрание Республики Корея, в роли судебной — Верховный суд. С 1948 года Конституция Республики Корея пересматривалась пять раз. На данный момент действует Конституция Шестой республики, принятая в 1987 году.

## Выборы

### Президентские выборы
Президент Республики Корея избирается всеобщим голосованием на срок 5 лет без права выдвижения на второй и следующий срок.
На данный момент президентом Республики Корея является Юн Сок Ёль, вступивший в должность в результате выборов 2022 года
|                                               | Мун Джэин               | Совместная демократическая партия | 13,423,800 | 41,08%   |
|                                               | Хон Джунпхё             | Свободная Корея                   | 7,852,849  | 24,03%   |
|                                               | Ан Чхольсу              | Народная партия                   | 6,998,342  | 21,41%   |
|                                               | Ю Сынмин                | Правильная партия                 | 2,287,458  | 6,76%    |
|                                               | Сим Санджон             | Партия справедливости             | 2,238,771  | 6,17%    |
| Всего (участие : 77,2%)                       | Всего (участие : 77,2%) | Всего (участие : 77,2%)           | 32,800,000 | 100,00 % |
| Источник: Национальная избирательная комиссия |                         |                                   |            |          |

### Парламентские выборы
Национальное собрание Республики Корея состоит из 300 депутатов, избираемых по смешанной системе. 246 депутата избираются по одномандатным округам, а 54 — пропорционально.
Последние выборы состоялись в 2016 году, на них избирались члены XX созыва. Победу одержала Совместная демократическая партия.